# Torbejevo
Torbejevo (oroszul: Торбеево, moksa nyelven Тарбей) városi jellegű település Oroszországban, Mordvinföldön, a Torbejevói járás székhelye. 
Lakossága: 9373 fő (a 2010. évi népszámláláskor).

## Elhelyezkedése
Mordvinföld déli részén, Szaranszktól 168 km-re nyugatra, a Vindrej folyó partján helyezkedik el. Vasútállomás a Rjazany–Ruzajevka–Szaranszk vasútvonalon. A településen át vezet az M5-ös „Urál” főút Szaranszk felé tartó mellékága.

## Története
Neve a türk Tarbej (Тарбей) férfinévből ered. 1667. évi iratokban Tarbejevka néven említik, ekkor a faluban több Tarbejev nevű család lakott. A 18. század végén a kb. 500 lakosú falu a Szpasszk–Tyemnyikov közötti kocsiút egyik állomása volt. 1893-ban a település közelében fektették le a Rjazany–Szaranszk vasútvonal egy szakaszát. 1928-ban járási székhely lett.
Itt üzemel az Urengoj–Pomari–Ungvár távolsági földgázvezeték egyik nagy kompresszorállomása.